# Pływacz (roślina)

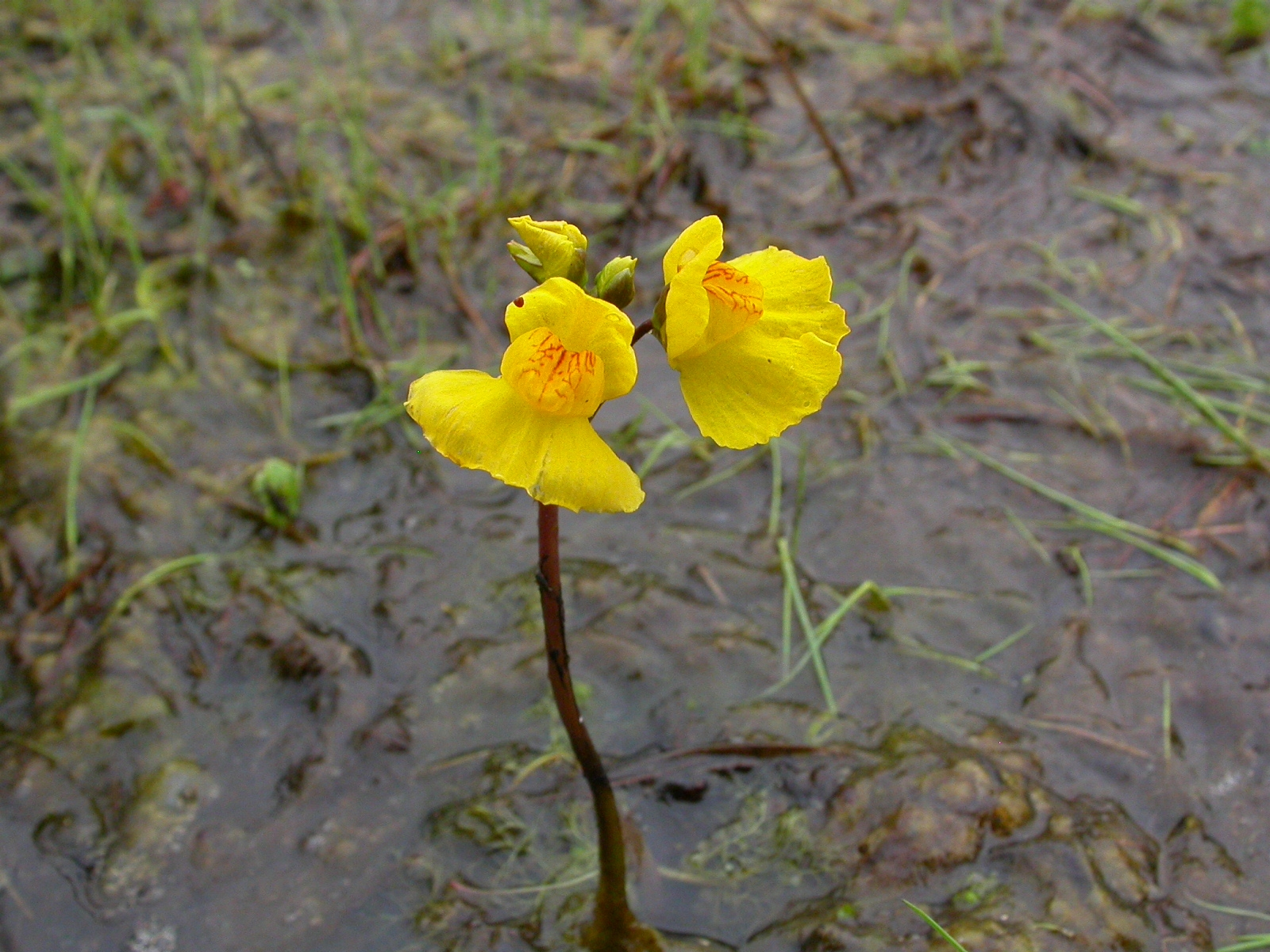
Pływacz zwyczajny – kwiaty

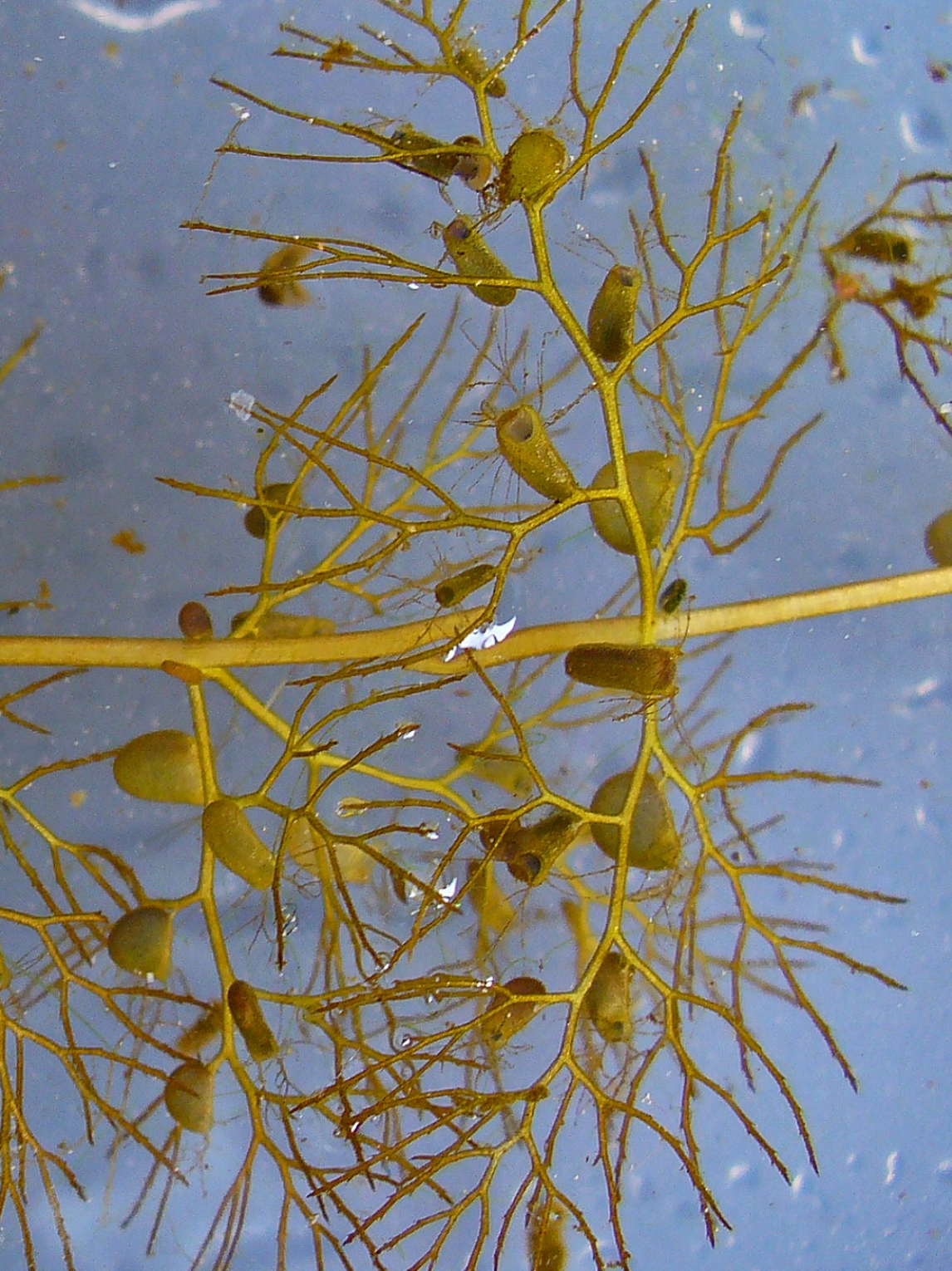
Pływacz zwyczajny – liście pułapkowe

Pływacz (Utricularia L.) – rodzaj owadożernych roślin z rodziny pływaczowatych. Liczy ok. 270 gatunków. Rodzaj ma zasięg kosmopolityczny, w Polsce reprezentowany jest przez 6 gatunków. Rośliny zasiedlają różne siedliska – głównie wodne i mokradłowe, ale liczne też są roślinami lądowymi i epifitycznymi. Wyróżniają się brakiem korzeni i pędem pływającym, pełzającym po podłożu lub wspinającym się. Chwytają i trawią drobne zwierzęta za pomocą pęcherzyków wytwarzanych na liściach.

## Rozmieszczenie geograficzne
Przedstawiciele rodzaju występują wszędzie na lądach poza obszarami polarnymi i rozległych pustyń. Najwięcej przedstawicieli rośnie w strefie międzyzwrotnikowej. Do centrów największego zróżnicowania należą: tropikalna część Ameryki Południowej z ok. 60 gatunkami, zachodnia Australia z 55 gatunkami, Indie z 33 gatunkami.
Gatunki Flory Polski
- pływacz Brema Utricularia bremii Heer ex Koell.
- pływacz drobny, p. mniejszy Utricularia minor L.
- pływacz krótkoostrogowy, p. żółtobiały Utricularia ochroleuca R. W. Hartm.
- pływacz średni Utricularia intermedia Hayne
- pływacz zachodni Utricularia australis R. Br.
- pływacz zwyczajny Utricularia vulgaris L.

Na liście gatunków objętych ochroną ścisłą wymieniony jest również:
- Utricularia stygia. Ten gatunek został wyodrębniony z pływacza krótkoostrogowego Utricularia ochroleuca, do 2007 roku stwierdzony tylko w Skandynawii, Danii, Szkocji, Niemczech, Czechach, Austrii i Włoszech[9]. W Polsce dotąd nie został potwierdzony[7][10], ale jego występowanie jest prawdopodobne[9][11].

## Systematyka i taksonomia
Synonimy

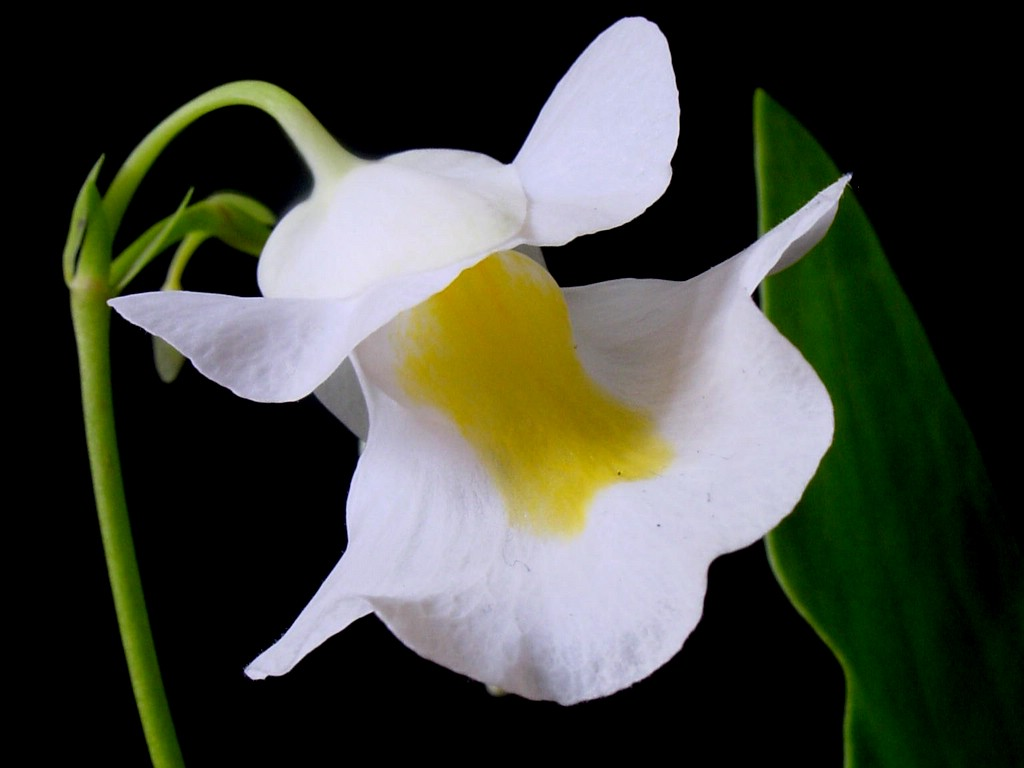
Utricularia alpina

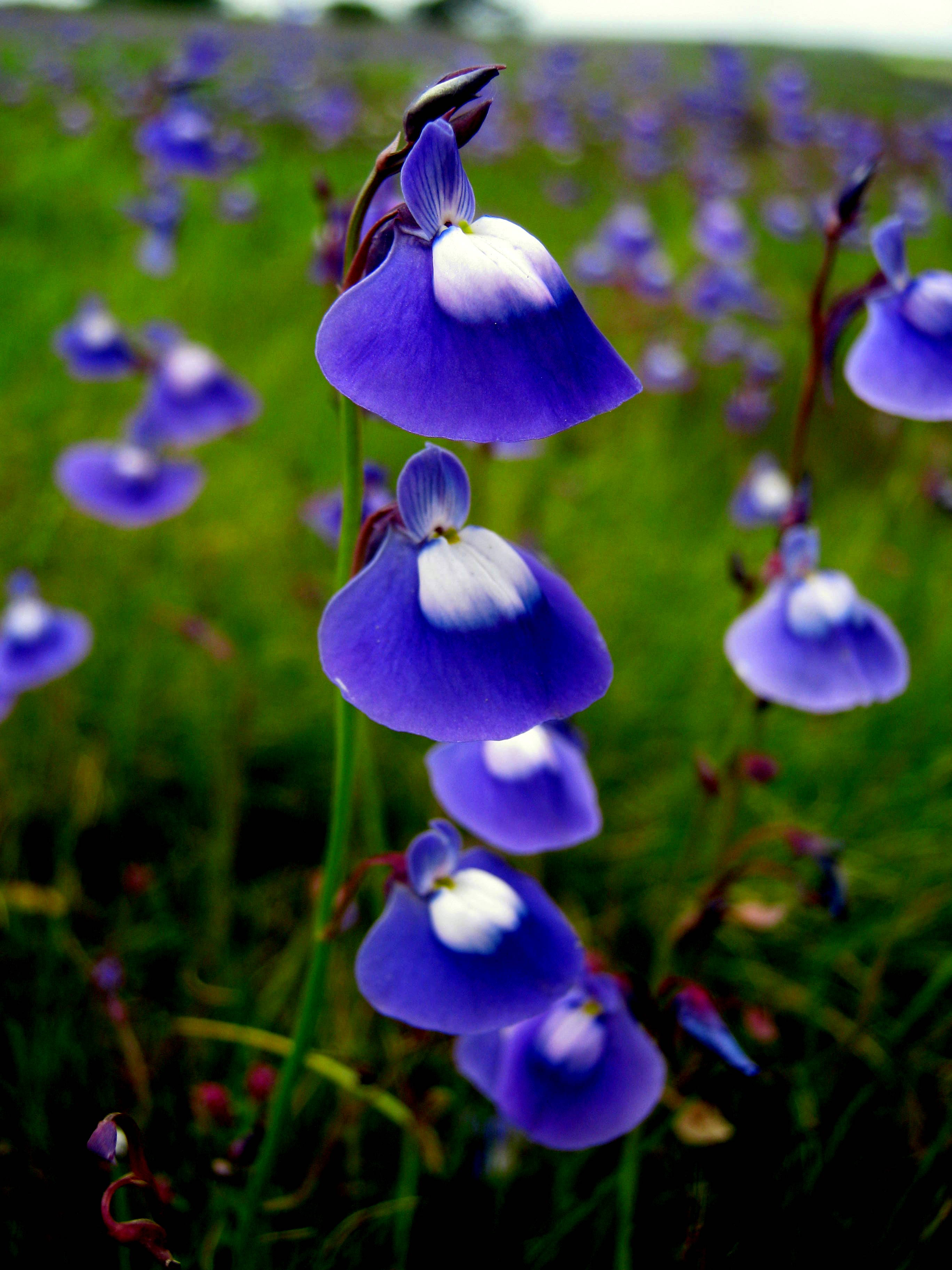
Utricularia arcuata

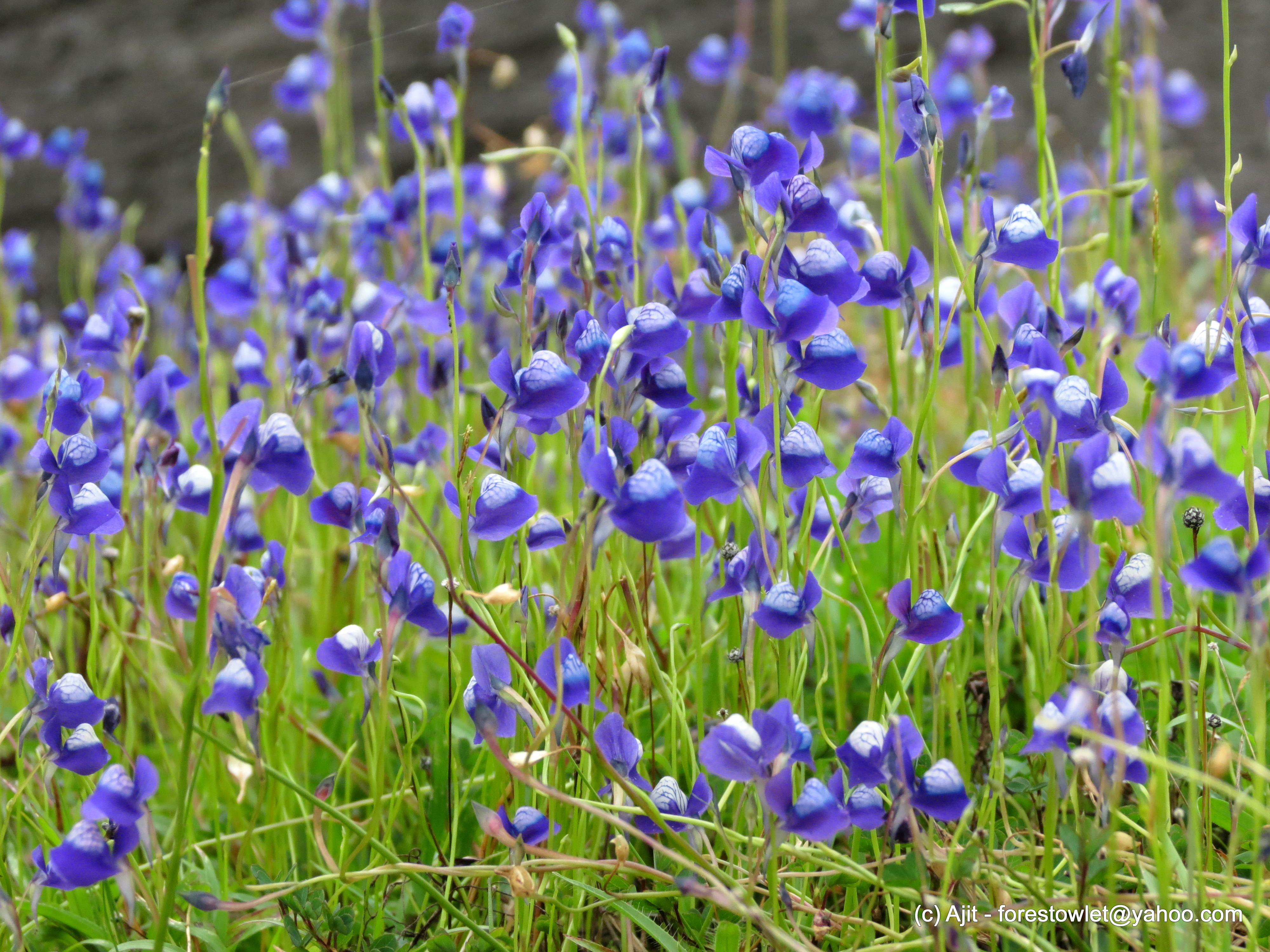
Utricularia reticulata

Akentra Benj., Aranella Barnhart, Askofake Raf., Avesicaria (Kamieński) Barnhart, Biovularia Kamieński, Bucranion Raf., Calpidisca Barnhart, Cosmiza Raf., Diurospermum Edgew., Enetophyton Nieuwl., Enskide Raf., Hamulia Raf., Lecticula Barnhart, Lentibularia Ség., Lepiactis Raf., Megozipa Raf., Meionula Raf., Meloneura Raf., Nelipus Raf., Orchyllium Barnhart, Pelidnia Barnhart, Personula Raf., Plectoma Raf., Pleiochasia (Kamieński) Barnhart, Plesisa Raf., Polypompholyx Lehm., Saccolaria Kuhlm., Sacculina Bosser, Setiscapella Barnhart, Stomoisia Raf., Tetralobus A. DC., Trilobulina Raf., Trixapias Raf., Vesiculina Raf., Xananthes Raf. 
Pozycja systematyczna według APweb (aktualizowany system APG IV z 2016)
Rodzaj z rodziny pływaczowatych (Lentibulariaceae), która jest jednym z kladów w obrębie rzędu jasnotowców (Lamiales) z grupy astrowych spośród roślin okrytonasiennych.
Wykaz gatunków
- Utricularia adamsii R.W.Jobson & Davies-Colley
- Utricularia adpressa Salzm. ex A.St.-Hil. & Girard
- Utricularia albertiana R.W.Jobson & Baleeiro
- Utricularia albiflora R.Br.
- Utricularia albocoerulea Dalzell
- Utricularia alpina Jacq. – pływacz górski
- Utricularia ameliae R.W.Jobson
- Utricularia amethystina Salzm. ex A.St.-Hil. & Girard
- Utricularia andongensis Welw. ex Hiern
- Utricularia antennifera P.Taylor
- Utricularia appendiculata E.A.Bruce
- Utricularia arcuata Wight
- Utricularia arenaria A.DC.
- Utricularia ariramba Gonella, Baleeiro & Andrino
- Utricularia arnhemica P.Taylor
- Utricularia asplundii P.Taylor
- Utricularia aurea Lour.
- Utricularia aureomaculata Steyerm.
- Utricularia australis R.Br. – pływacz zachodni
- Utricularia babui S.R.Yadav, Sardesai & S.P.Gaikwad
- Utricularia barkeri R.W.Jobson
- Utricularia beaugleholei R.J.Gassin
- Utricularia benjaminiana Oliv. – pływacz Benjamina
- Utricularia benthamii P.Taylor
- Utricularia biceps Gonella & Baleeiro
- Utricularia bidentata R.W.Jobson & Baleeiro
- Utricularia bifida L.
- Utricularia biloba R.Br.
- Utricularia biovularioides (Kuhlm.) P.Taylor
- Utricularia bisquamata Schrank
- Utricularia blackmanii R.W.Jobson
- Utricularia blanchetii A.DC.
- Utricularia bosminifera Ostenf.
- Utricularia brachiata Oliv.
- Utricularia bracteata R.D.Good
- Utricularia bremii Heer ex Koell. – pływacz Brema
- Utricularia brennensis Gatignol & Zunino
- Utricularia breviscapa C.Wright ex Griseb.
- Utricularia buntingiana P.Taylor
- Utricularia byrneana R.W.Jobson & Baleeiro
- Utricularia caerulea L.
- Utricularia calycifida Benj.
- Utricularia campbelliana Oliv.
- Utricularia capilliflora F.Muell.
- Utricularia catolesensis G.L.Campos, Cheek & Giul.
- Utricularia cecilii P.Taylor
- Utricularia cheiranthos P.Taylor
- Utricularia chiakiana Komiya & C.Shibata
- Utricularia chiribiquetensis A.Fernández
- Utricularia choristotheca P.Taylor
- Utricularia christopheri P.Taylor
- Utricularia chrysantha R.Br.
- Utricularia circumvoluta P.Taylor
- Utricularia cochleata C.P.Bove
- Utricularia corneliana R.W.Jobson
- Utricularia cornigera Studnicka
- Utricularia cornuta Michx.
- Utricularia corynephora P.Taylor
- Utricularia costata P.Taylor
- Utricularia cucullata A.St.-Hil. & Girard
- Utricularia cutleri Steyerm.
- Utricularia cymbantha Oliv. – pływacz łódkowaty
- Utricularia delicatula Cheeseman
- Utricularia delphinioides Thorel ex Pellegr.
- Utricularia densiflora Baleeiro & C.P.Bove
- Utricularia determannii P.Taylor
- Utricularia dichotoma Labill. – pływacz rozwidlony
- Utricularia dimorphantha Makino
- Utricularia dunlopii P.Taylor
- Utricularia dunstaniae F.E.Lloyd
- Utricularia endresii Rchb.f.
- Utricularia erectiflora A.St.-Hil. & Girard
- Utricularia fenshamii R.W.Jobson
- Utricularia fimbriata Kunth
- Utricularia firmula Welw. ex Oliv.
- Utricularia fistulosa P.Taylor
- Utricularia flaccida A.DC.
- Utricularia floridana Nash
- Utricularia foliosa L. – pływacz skąponasienny
- Utricularia forrestii P.Taylor
- Utricularia foveolata Edgew.
- Utricularia fulva F.Muell.
- Utricularia furcellata Oliv.
- Utricularia gaagudju R.W.Jobson & Cherry
- Utricularia garrettii P.Taylor
- Utricularia geminiloba Benj.
- Utricularia geminiscapa Benj. – pływacz niedostępny
- Utricularia geoffrayi Pellegr.
- Utricularia georgei P.Taylor
- Utricularia gibba L. – pływacz garbaty
- Utricularia graminifolia Vahl
- Utricularia grampiana R.W.Jobson
- Utricularia guyanensis A.DC.
- Utricularia hamata R.W.Jobson & M.D.Barrett
- Utricularia hamiltonii F.E.Lloyd
- Utricularia helix P.Taylor
- Utricularia heterochroma Steyerm.
- Utricularia heterosepala Benj.
- Utricularia hintonii P.Taylor
- Utricularia hirta Klein ex Link
- Utricularia hispida Lam.
- Utricularia holtzei F.Muell.
- Utricularia humboldtii R.H.Schomb. – pływacz Humboldta
- Utricularia huntii P.Taylor
- Utricularia hydrocarpa Vahl
- Utricularia inaequalis A.DC.
- Utricularia incisa (A.Rich.) Alain
- Utricularia inflata Walter
- Utricularia inflexa Forssk.
- Utricularia intermedia Hayne – pływacz średni
- Utricularia inthanonensis Suksathan & J.Parn.
- Utricularia involvens Ridl.
- Utricularia jackii J.Parn.
- Utricularia jamesoniana Oliv.
- Utricularia janarthanamii S.R.Yadav, Sardesai & S.P.Gaikwad
- Utricularia jaramacaru Gonella, Baleeiro & Andrino
- Utricularia jobsonii Lowrie
- Utricularia julianae Delprete
- Utricularia juncea Vahl
- Utricularia kamarudeenii V.S.A.Kumar & Sindu Arya
- Utricularia kamienskii F.Muell.
- Utricularia kenneallyi P.Taylor
- Utricularia kimberleyensis C.A.Gardner
- Utricularia kumaonensis Oliv.
- Utricularia laciniata A.St.-Hil. & Girard
- Utricularia lasiocaulis F.Muell.
- Utricularia lateriflora R.Br.
- Utricularia laxa A.St.-Hil. & Girard
- Utricularia lazulina P.Taylor
- Utricularia leptoplectra F.Muell.
- Utricularia leptorhyncha O.Schwarz
- Utricularia letestui P.Taylor
- Utricularia lihengiae C.L.Long & Z.Cheng
- Utricularia limmenensis R.W.Jobson
- Utricularia limosa R.Br.
- Utricularia linearis H.Wakab.
- Utricularia livida E.Mey. – pływacz śniady
- Utricularia lloydii Merl
- Utricularia longeciliata A.DC.
- Utricularia longifolia Gardner – pływacz długolistny
- Utricularia lowriei R.W.Jobson
- Utricularia macrocheilos (P.Taylor) P.Taylor
- Utricularia macrorhiza Leconte
- Utricularia magna R.W.Jobson & M.D.Barrett
- Utricularia malabarica Janarth. & A.N.Henry
- Utricularia mangshanensis G.W.Hu
- Utricularia mannii Oliv. – pływacz Manna
- Utricularia menziesii R.Br. – pływacz Menziesa
- Utricularia meyeri Pilg.
- Utricularia microcalyx (P.Taylor) P.Taylor
- Utricularia micropetala Sm.
- Utricularia minor L. – pływacz drobny
- Utricularia minutissima Vahl
- Utricularia mirabilis P.Taylor
- Utricularia moniliformis P.Taylor
- Utricularia muelleri Kamienski
- Utricularia multicaulis Oliv.
- Utricularia multifida R.Br.
- Utricularia myriocista A.St.-Hil. & Girard
- Utricularia naikii S.R.Yadav, Sardesai & S.P.Gaikwad
- Utricularia nana A.St.-Hil. & Girard
- Utricularia naviculata P.Taylor
- Utricularia nelumbifolia Gardner
- Utricularia neottioides A.St.-Hil. & Girard
- Utricularia nephrophylla Benj.
- Utricularia nervosa Weber ex Benj.
- Utricularia nigrescens Sylvén
- Utricularia ochroleuca R.W.Hartm. – pływacz krótkoostrogowy
- Utricularia odontosepala Stapf
- Utricularia odorata Pellegr.
- Utricularia olivacea C.Wright ex Griseb.
- Utricularia oliveriana Steyerm.
- Utricularia oppositiflora R.Br.
- Utricularia panamensis Steyerm. ex P.Taylor
- Utricularia papilliscapa R.W.Jobson & M.D.Barrett
- Utricularia parthenopipes P.Taylor
- Utricularia paulineae Lowrie
- Utricularia pentadactyla P.Taylor
- Utricularia peranomala P.Taylor
- Utricularia perversa P.Taylor
- Utricularia petersoniae P.Taylor
- Utricularia petertaylorii Lowrie
- Utricularia phusoidaoensis Suksathan & J.Parn.
- Utricularia physoceras P.Taylor
- Utricularia pierrei Pellegr.
- Utricularia platensis Speg.
- Utricularia pobeguinii Pellegr.
- Utricularia poconensis Fromm
- Utricularia podadena P.Taylor
- Utricularia polygaloides Edgew.
- Utricularia praelonga A.St.-Hil. & Girard
- Utricularia praeterita P.Taylor
- Utricularia praetermissa P.Taylor
- Utricularia prehensilis E.Mey.
- Utricularia pubescens Sm.
- Utricularia pulchra P.Taylor
- Utricularia punctata Wall. ex A.DC.
- Utricularia purpurea Walter – pływacz purpurowy
- Utricularia purpureocaerulea A.St.-Hil. & Girard
- Utricularia pusilla Vahl
- Utricularia quelchii N.E.Br.
- Utricularia quinquedentata F.Muell. ex P.Taylor
- Utricularia radiata Small
- Utricularia ramosissima H.Wakab.
- Utricularia raynalii P.Taylor
- Utricularia recta P.Taylor
- Utricularia reflexa Oliv.
- Utricularia regia Zamudio & Olvera
- Utricularia reniformis A.St.-Hil. – pływacz nerkowaty
- Utricularia resupinata B.D.Greene ex Bigelow
- Utricularia reticulata Sm.
- Utricularia rhododactylos P.Taylor
- Utricularia rigida Benj.
- Utricularia rosettifolia Alfasane & M.A.Hassan
- Utricularia rostrata A.Fleischm. & Rivadavia
- Utricularia sainthomia P.Biju, Josekutty, Janarth. & Augustine
- Utricularia salwinensis Hand.-Mazz.
- Utricularia sandersonii Oliv. – pływacz Sandersona
- Utricularia sandwithii P.Taylor
- Utricularia scandens Benj.
- Utricularia schultesii A.Fernández
- Utricularia simmonsii Lowrie, Cowie & Conran
- Utricularia simplex R.Br.
- Utricularia simulans Pilg.
- Utricularia singeriana F.Muell.
- Utricularia smithiana Wight
- Utricularia speciosa R.Br.
- Utricularia spinomarginata Suksathan & J.Parn.
- Utricularia spiralis Sm.
- Utricularia spruceana Benth. ex Oliv.
- Utricularia stanfieldii P.Taylor
- Utricularia steenisii P.Taylor
- Utricularia stellaris L.f.
- Utricularia steyermarkii P.Taylor
- Utricularia striata Leconte ex Torr.
- Utricularia striatula Sm.
- Utricularia stygia G.Thor
- Utricularia subramanyamii Janarth. & A.N.Henry
- Utricularia subulata L. – pływacz szydlasty
- Utricularia sunilii Naveen Kum. & K.M.P.Kumar
- Utricularia tenella R.Br.
- Utricularia tenuissima Tutin
- Utricularia terrae-reginae P.Taylor
- Utricularia tetraloba P.Taylor
- Utricularia tortilis Welw. ex Oliv.
- Utricularia trichophylla Spruce ex Oliv.
- Utricularia tricolor A.St.-Hil. – pływacz trójbarwny
- Utricularia tridactyla P.Taylor
- Utricularia tridentata Sylvén
- Utricularia triflora P.Taylor
- Utricularia triloba Benj.
- Utricularia trinervia Benj.
- Utricularia troupinii P.Taylor
- Utricularia tubulata F.Muell.
- Utricularia uliginosa Vahl
- Utricularia uniflora R.Br.
- Utricularia unifolia Ruiz & Pav.
- Utricularia uxoris Gómez-Laur.
- Utricularia violacea R.Br.
- Utricularia viscosa Spruce ex Oliv.
- Utricularia vitellina Ridl.
- Utricularia volubilis R.Br.
- Utricularia vulgaris L. – pływacz zwyczajny
- Utricularia wannanii R.W.Jobson & Baleeiro
- Utricularia warburgii Goebel
- Utricularia warmingii Kamienski
- Utricularia welwitschii Oliv.
- Utricularia westonii P.Taylor
- Utricularia wightiana P.Taylor